# ماي عيني (مسلسل)
ماي عيني هو مسلسل كويتي من إنتاج مؤسسة دبي للإعلام ومن تأليف ضيف الله زيد ومن إخراج مناف عبدال وعرض على تلفزيون دبي والعرض الأول (1 رمضان 1434 - 10 يوليو 2013).

## قصة العمل
امرأة متوسطة في الخمسين من عمرها، طيبة جداً لدرجة أنها ضحت بكل ما تملك من أجل أبنائها الخمسة: سالم وفهد وفايزة وسهام وفوز، حيث تتوالى الأحداث منذ وفاة زوجها وقرارها العمل لتساعد بناتها على العيش وسط هذه الظروف الصعبة

## طاقم العمل
- باسمة حمادة.
- أحمد السلمان.
- محمود بوشهري.
- عبد الله بوشهري.
- هيا عبد السلام.
- فؤاد علي.
- عبد الله عباس.
- ريم ارحمة.
- ناصر عباس.
- فرح الهادي.
- عبد الحميد الشرشني.
- أمل عباس.
- علي جمعة.
- بدر الشعيبي.
- مارتينا.
- زينة ماتقي.